# دارکوب سه‌انگشته آمریکایی
دارکوب سه‌انگشته آمریکایی (نام علمی: Picoides dorsalis)، یک دارکوب با جثه متوسط (خانواده Picidae) است که بومی آمریکای شمالی است.

## زادآوری
زیستگاه زادآوری جنگل‌های مخروطی در غرب کانادا، آلاسکا و غرب ایالات متحده است. همچنین در نقاط مختلف شبه‌جزیره بالای میشیگان زادآوری کرده‌است و پنج بار در مینه‌سوتا زادآوری کرده‌است. ماده ۳ تا ۷ تخم می‌گذارد اما اغلب ۴ تخم در یک حفره لانه در مخروطیان مرده یا گاهی یک درخت یا تنه زنده می‌گذارد. هر جفت در سال یک لانه جدید حفاری می‌کند. دارکوب‌های سه‌انگشته به جنگل‌های آشفته و قدیمی متکی هستند و به شدت با هجوم سوسک‌های صنوبر فعال مرتبط هستند، درختان آلوده به سوسک برای دارکوب‌ها و دیگر گونه‌هایی که به حفره‌هایی که حفاری می‌کنند، مهم هستند.

## زیرگونه‌ها
- Picoides dorsalis dorsalis، زیرگونه نمادین غربی.
- Picoides dorsalis fasciatus، زیرگونه کوه‌های راکی.